# Евпаторийский дендропарк
Основное развитие дендропарка в Евпатории считается с 1936 года. В курортном городе очень не хватало зеленых насаждений, так как скудная почва плохо подходила под посадку деревьев и кустарников. Под создание парка было выделено 4 га земли, где работники Никитского ботанического сада начали высаживать первые деревья, к 1940 году парк стал любимым местом для отдыхающих. В годы войны парк был уничтожен полностью.
На территории дендропарка кроме растений есть ещё многочисленные фонтаны, искусственные водоемы, речки, удобные для прогулок дорожки, клумбы с экзотическими цветами, лавочки для отдыха, для детей есть детская площадка.
Общее количество растений парка около 300 видов растений. Среди них акации, кипарисы, инжиры, сосны, 11 видов клёна, ели и гингко, агавы, кактусы, алоэ и пр. На территории есть оранжерея, крокодиловая ферма.
Адрес: улица Фрунзе, 43, Евпатория, Крым

## Галерея

На входе в парк "Крым в миниатюре"
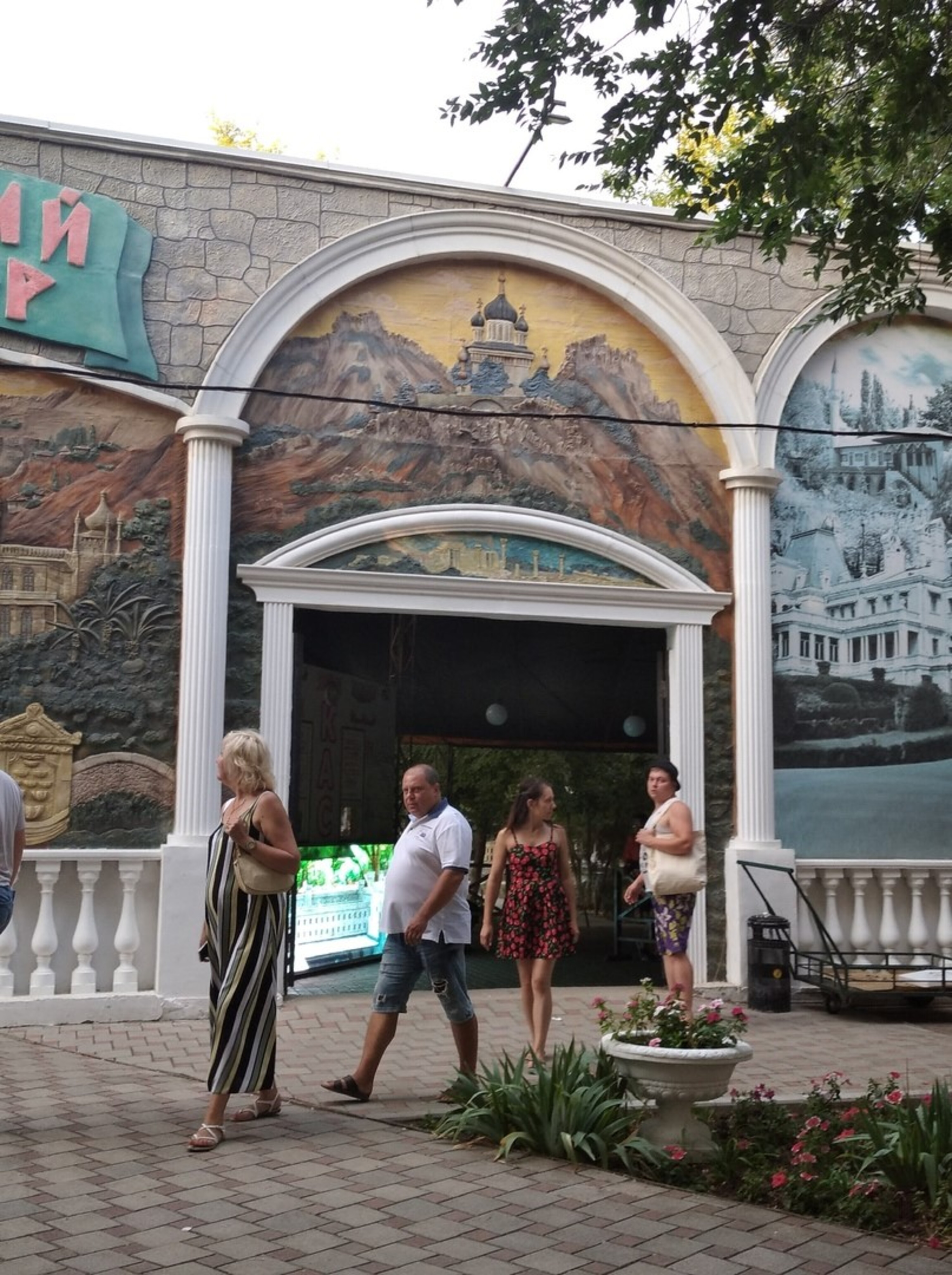
Около входа в дендропарк
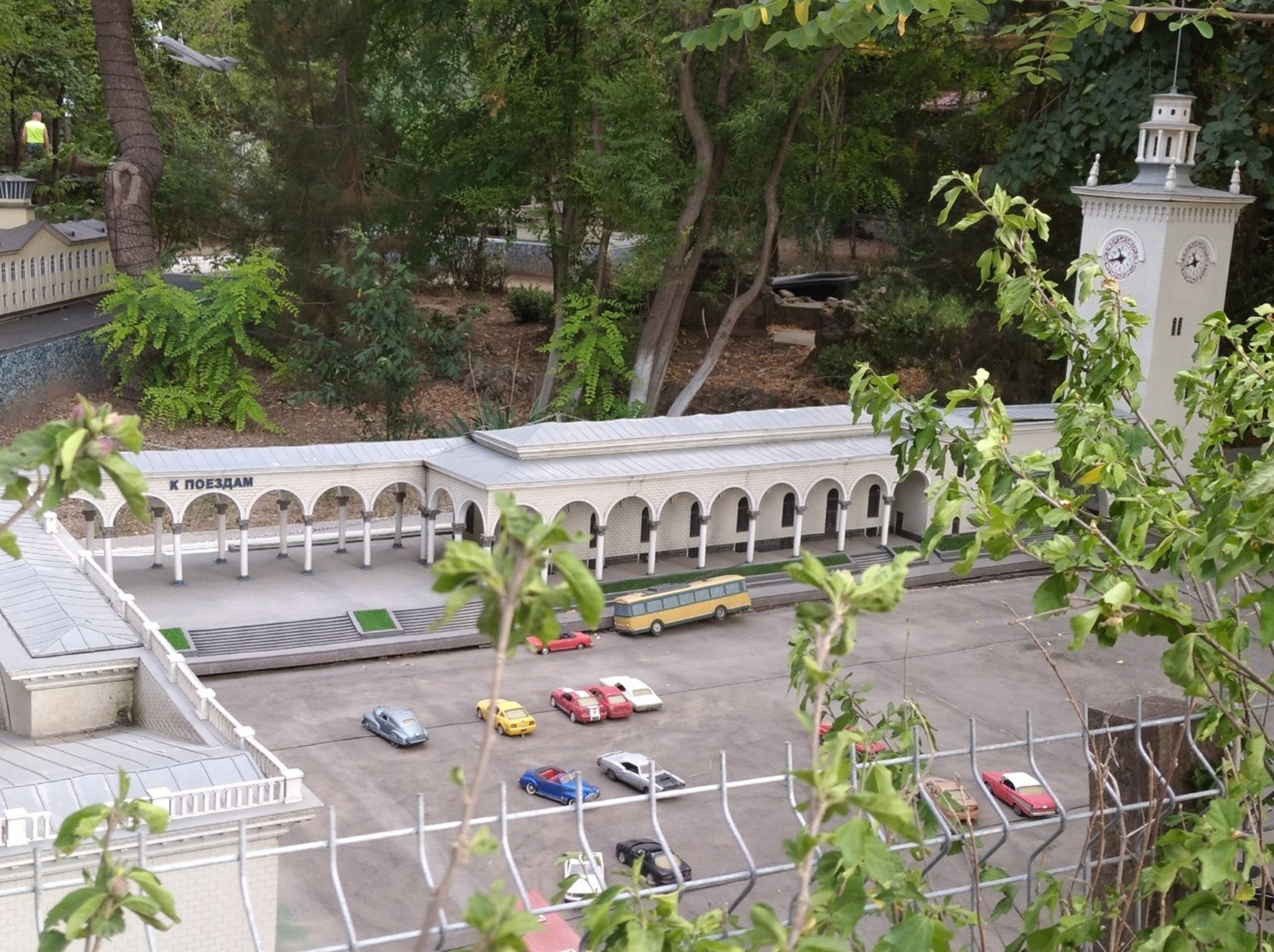
Миниатюры в дендропарке
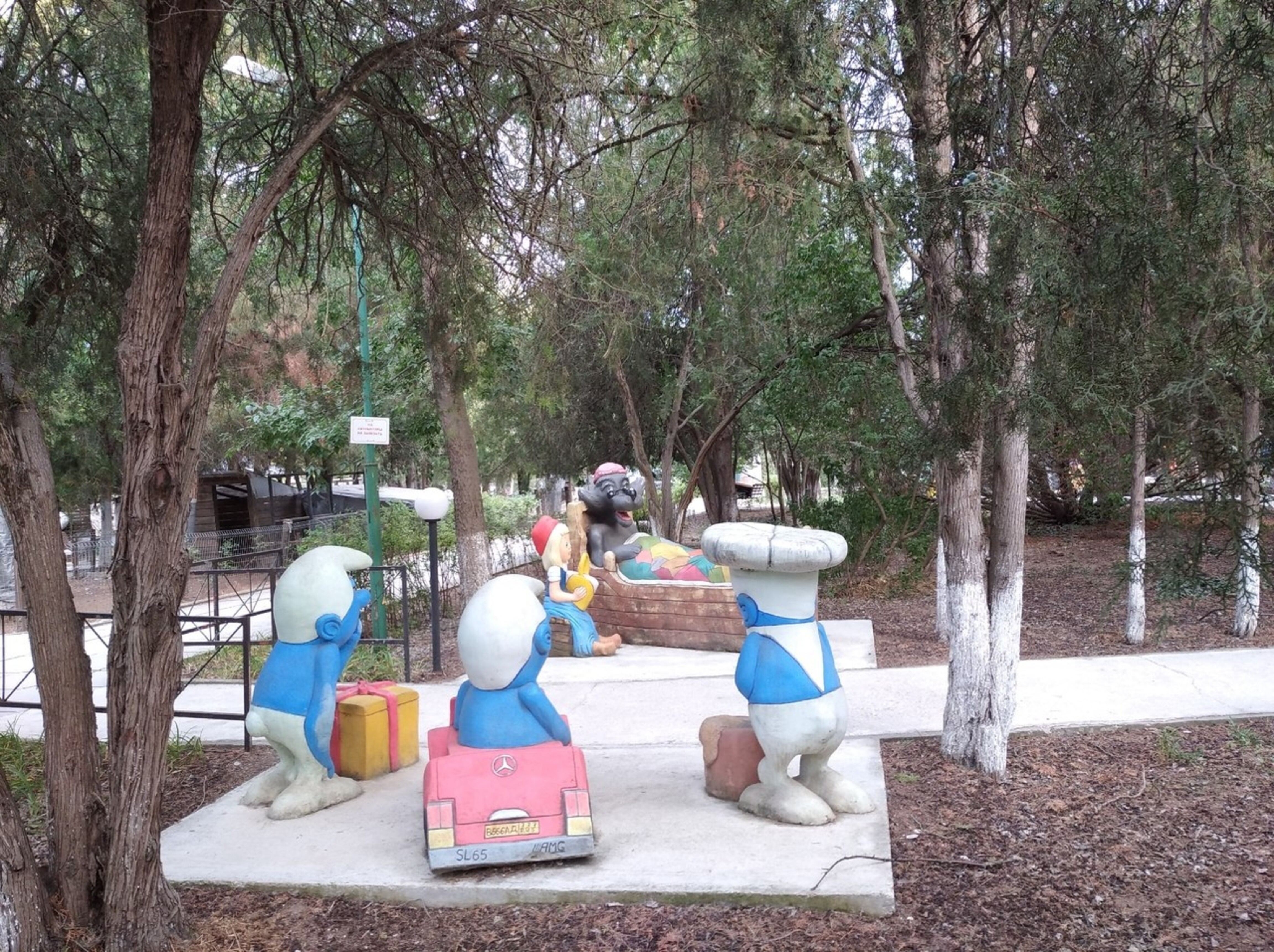
Герои мультфильмов
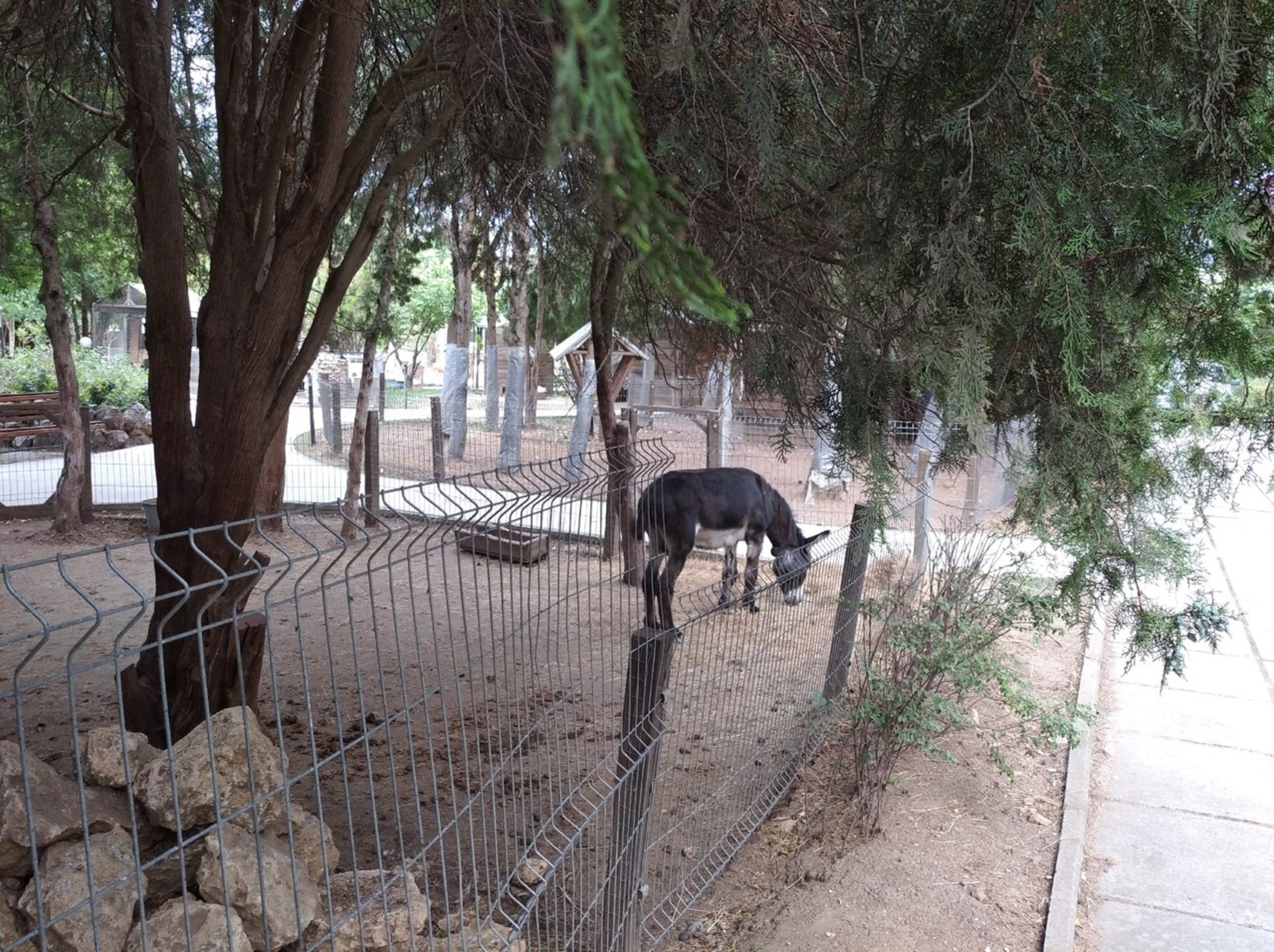